# Judy Clapp
Judith A. Clapp (Long Island, New York, 1930) is een Amerikaanse computerwetenschapper. Zij werkte achtereenvolgens bij het Massachusetts Institute of Technology (MIT), het Lincoln Laboratory en MITRE. Zij speelde een belangrijke rol in het militaire project SAGE (Semi-Automatic Ground Environment), waaronder ook in de ontwikkeling van de SAGE-computer. Haar werk wordt gezien als een belangrijke bijdrage aan de ontwikkeling van software-engineering als discipline. Ze wordt gerekend tot de vrouwelijke pioniers in computerwetenschappen.

## Opleiding
Clapp  groeide op in Long Island, New York. Ze behaalde haar bachelordiploma in wiskunde en fysica in 1951 aan het Smith College, en haar masterdiploma in toegepaste wetenschappen in 1952 aan Radcliffe College, destijds een vrouwencollege en later officieel deel van Harvard University. Zelf omschreef ze toegepaste wetenschappen als de studierichting die toentertijd het dichtste in de buurt kwam van computerwetenschappen.

## Carrière
Nadat ze  was afgestudeerd aan Radcliffe begon Clapp te werken bij het Massachusetts Institute of Technology (MIT). Zij was de enige vrouw onder de vroege programmeurs van de Whirlwind I, de eerste real-time computer. De Whirlwind, een vacuümbuiscomputer, werd oorspronkelijk in opdracht van de Amerikaanse marine gebouwd, maar werd vervolgens door de luchtmacht gefinancierd voor het Semi-Automatic Ground Environment (SAGE)-project. Clapp bleef bij dit project betrokken toen het werd overgedragen aan het Lincoln Laboratory en vervolgens aan de MITRE Corporation. Ze werd uiteindelijk Senior Principal Software Systems Engineer bij MITRE. Na het SAGE-project bleef Clapp deel uitmaken van het management bij MITRE. Ze maakte deel uit van de werkgroep van het Amerikaanse Ministerie van Defensie die de aanzet gaf tot de ontwikkeling van de programmeertaal Ada.

## Erkenning
Het werk van Clapp wordt beschouwd als een belangrijk fundament voor de ontwikkeling van software-engineering als discipline. Ze was betrokken bij de eerste professionele organisaties voor vrouwen in de computerwereld en wordt gezien als een van de vrouwelijke pioniers in haar veld. Clapp ontving in 2001 een Achievement Award van de Society of Women Engineers. In 2005 kreeg ze de Smith College-medaille. Haar werk en haar visie over het werken aan het SAGE-project werden besproken in het boek Recoding Gender: Women's Changing Participation in Computing.